# Läkemedelsindustriföreningen
Läkemedelsindustriföreningen, Lif, är en branschorganisation för forskande läkemedelsföretag verksamma i Sverige. Lif har över 90 medlemsföretag vilka står som tillverkare för ca 90 % av alla läkemedel som säljs i Sverige.
Lif tillhandahåller Fass på webben.